# Mistrzostwa Oceanii w piłce nożnej plażowej
Mistrzostwa Oceanii w piłce nożnej plażowej (ang. OFC Beach Soccer Championship) - rozgrywki mające na celu wyłonienie najlepszej drużyny na terenie Oceanii. Od 2009 roku zawody odbywają się co dwa lata. Zwycięzca turnieju reprezentuje kontynent na Mistrzostwach Świata.

## Historia

### Wyniki
| Rok            | Gospodarz                                                             | Mistrz                                                                | Wicemistrz                                                            | 3 miejsce                                                             |
| -------------- | --------------------------------------------------------------------- | --------------------------------------------------------------------- | --------------------------------------------------------------------- | --------------------------------------------------------------------- |
| 2006 Szczegóły | Tahiti, Moorea                                                        | Wyspy Salomona                                                        | Vanuatu                                                               | Tahiti                                                                |
| 2007 Szczegóły | Nowa Zelandia, · Auckland                                             | Wyspy Salomona                                                        | Vanuatu                                                               | Nowa Zelandia                                                         |
| 2008           | reprezentacja Wysp Salomona wytypowana do udziału w MŚ bez eliminacji | reprezentacja Wysp Salomona wytypowana do udziału w MŚ bez eliminacji | reprezentacja Wysp Salomona wytypowana do udziału w MŚ bez eliminacji | reprezentacja Wysp Salomona wytypowana do udziału w MŚ bez eliminacji |
| 2009 Szczegóły | Tahiti, Moorea                                                        | Wyspy Salomona                                                        | Vanuatu                                                               | Tahiti                                                                |
| 2011 Szczegóły | Tahiti, Papeete                                                       | Tahiti                                                                | Wyspy Salomona                                                        | Fidżi                                                                 |
| 2013 Szczegóły | Nowa Kaledonia, Numea                                                 | Wyspy Salomona                                                        | Nowa Kaledonia                                                        | Vanuatu                                                               |
| 2015           | reprezentacja Tahiti wytypowana do udziału w MŚ bez eliminacji        | reprezentacja Tahiti wytypowana do udziału w MŚ bez eliminacji        | reprezentacja Tahiti wytypowana do udziału w MŚ bez eliminacji        | reprezentacja Tahiti wytypowana do udziału w MŚ bez eliminacji        |
| 2017           | reprezentacja Tahiti wytypowana do udziału w MŚ bez eliminacji        | reprezentacja Tahiti wytypowana do udziału w MŚ bez eliminacji        | reprezentacja Tahiti wytypowana do udziału w MŚ bez eliminacji        | reprezentacja Tahiti wytypowana do udziału w MŚ bez eliminacji        |
| 2019 Szczegóły | Tahiti, Papeete                                                       | Tahiti                                                                | Wyspy Salomona                                                        | Nowa Kaledonia                                                        |

### Medaliści
| Team           | Mistrzostwo                | Wicemistrzostwo      | Trzecie miejsce |
| -------------- | -------------------------- | -------------------- | --------------- |
| Wyspy Salomona | 4 (2006, 2007, 2009, 2013) | 2 (2011, 2019)       | -               |
| Tahiti         | 2 (2011, 2019)             | -                    | 2 (2006, 2009)  |
| Vanuatu        | -                          | 3 (2006, 2007, 2009) | 1 (2013)        |
| Nowa Kaledonia | -                          | 1 (2013)             | 1 (2019)        |
| Nowa Zelandia  | -                          | -                    | 1 (2007)        |
| Fidżi          | -                          | -                    | 1 (2011)        |